# Mușenița (gmina)
Mușenița – gmina w Rumunii, w okręgu Suczawa. Obejmuje miejscowości Baineț, Băncești, Climăuți, Mușenița, Vășcăuți i Wikszany. W 2011 roku liczyła 1871 mieszkańców.